# Frane Čirjak
Frane Čirjak (* 23. Juni 1995 in Zadar) ist ein kroatischer Fußballspieler.

## Karriere

### Verein
Seine Juniorenzeit verbrachte Čirjak bei NK Zadar.
Im Juli 2015 wechselte er zum FC Luzern in die Super League, bei dem er einen bis Ende Juni 2018 gültigen Vertrag unterschrieb. Er debütierte am 12. August 2015 im Heimspiel gegen den FC St. Gallen. Mitte September 2016 wurde der Vertrag mit dem FC Luzern vorzeitig aufgelöst.
Im Februar 2017 wechselte Cirjak zurück nach Kroatien zu NK Zagreb.

### Nationalmannschaft
Čirjak absolvierte bisher diverse Juniorenländerspiele für die U-19 von Kroatien.